# Srédniaia Lukavka
Srédniaia Lukavka (en rus: Средняя Лукавка) és un poble de l'óblast de Lípetsk, a Rússia, que el 2013 tenia 161 habitants. Pertany al districte rural de Griazi.